# タキ・テオドラコプロス
タキ・テオドラコプロス（Τάκι Θεοδωρακόπουλος、Taki Theodoracopulos、1937年8月11日 - ）は、ギリシャの作家、実業家。ニックネームはタキ。

## プロフィール

### 貴族
ギリシャ有数の船舶会社を経営する裕福な家庭に生まれ、幼少の頃からアテネやニューヨーク、パリなど世界各国を頻繁に行き来する生活を送る。なお、母親はギリシアの貴族の家柄で、父親は船舶会社を経営する傍ら、第二次世界大戦時にはイギリスと協力して反ドイツ活動を指揮していた。

### ジェット族
アメリカのヴァージニア大学を卒業後、ニューヨークのシェリー・ネザーランドホテルに居を構えながら、パリやニューヨーク、グシュタードやモンテカルロを中心に行き来する生活を送る。
その後も各国を行き来しながらジャンニ・アニェッリやハルストン、アーガー・ハーン4世やロマン・ポランスキー、ポルフィリオ・ルビロサなどの各国のセレブリティーや王族などの上流階級との親交を結んだ。

### 文芸活動
その後、その日常を描いたコラム「ハイ・ライフ」を長年「スペクテイター」誌において連載している他、「エスクァイア｣や「ヴァニティ・フェア」などの雑誌に連載し人気を博す。
保守派の論客としても知られ、2002年にはアメリカの大統領候補でもあった政治評論家のパット・ブキャナンとスコット・マッコーネルとともに「The American Conservative magazine」を創刊した。また、イギリスのガーディアンへの人種差別的な投稿が議論を呼んだこともある。
タキは極右・白人至上主義サイトのTaki's Magazine（Takimag）を運営している。

## プライベート
青年期よりロンドンとニューヨーク、スイスのリゾート地のグシュタードを自家用機で行き来する生活を送る。ヨーロッパやアメリカの社交界の古株の1人として知られる。また、テニスや空手、ヨットを愛好し、テニスではデビスカップに出場を果たしたほか、ギリシャの空手チームのキャプテンを務めた経験もあり、2008年にはマスター空手の世界チャンピオンとなった。

## 家族
ジャン・デュク・カラマン公爵の令嬢であるクリスティナ・ド・カラマンと1965年に結婚したがその後離婚し、1981年にアレクランドラ・カロルタ・ソフィ・プリンツッテシン・フォン・シェーンベルク=ハーテンシュタインと再婚した。1男1女がいる。

## 逮捕歴
1984年にロンドンのヒースロー国際空港でコカインの不法所持で逮捕され、3カ月刑務所に収監されていた他、パリやグシュタード、ニューヨークなどのバーなどでの乱闘事件によって数回の逮捕歴がある。